# Mouftaou Adou
Mouftaou Adou (Cotonou, 10 aprile 1991) è un ex calciatore beninese, di ruolo difensore.

## Carriera

### Nazionale
Ha disputato 2 incontri con la nazionale del suo Paese nel 2009 (una in amichevole ed una nelle qualificazioni ai Mondiali del 2010).
Nel 2010 è stato convocato per la Coppa d'Africa, nella quale non è però mai sceso in campo.